# Cerastium eriophorum
Cerastium eriophorum là loài thực vật có hoa thuộc họ Cẩm chướng. Loài này được Kit. mô tả khoa học đầu tiên năm 1814.